# Angel McCoughtry
Angel Lajuane McCoughtry (Baltimora, 10 settembre 1986) è una cestista statunitense, professionista nella WNBA.

## Carriera
È stata selezionata dalle Atlanta Dream al primo giro del Draft WNBA 2009 (1ª scelta assoluta).
Con gli Stati Uniti ha disputato due edizioni dei Giochi olimpici (Londra 2012, Rio de Janeiro 2016), due dei Campionati mondiali (2010, 2014) e i Giochi panamericani di Rio de Janeiro 2007.

## Palmarès
- WNBA Rookie of the Year (2009)
- 2 volte All-WNBA First Team (2011, 2015)
- 4 volte All-WNBA Second Team (2010, 2013, 2014, 2016)
- 5 volte WNBA All-Defensive First Team (2010, 2011, 2013, 2014, 2016)
- WNBA All-Defensive Second Team (2009)
- WNBA All-Rookie First Team (2009)
- 2 volte miglior marcatrice WNBA (2012, 2013)
- 2 volte migliore nelle palle recuperate WNBA (2012, 2014)